# ペン・ヒルズ郡区 (ペンシルベニア州アレゲニー郡)
ペン・ヒルズ郡区（英: Penn Hills Township）は、アメリカ合衆国ペンシルベニア州のアレゲニー郡にある町（タウンシップ）。人口は4万1059人（2020年）。ピッツバーグ中心街の東にあり、同都市圏に属している。ホームルールを持つ自治体である。

## 歴史
アレゲニー郡が形成された1788年、現在ペン・ヒルズとなっている地域はピット・タウンシップの一部だった。1850年1月16日、ロバート・ローガン、トマス・ダビソン、ダニエル・ビーバーが、ウィルキンス・タウンシップの北西部から形成される新しいタウンシップの境界を審査するよう裁判所から指名された。この新タウンシップが形成されて、アダムズと名付けられていたが、1850年8月、裁判所は町の名をマクネア・タウンシップと変えることを再検討した。1851年2月10日、州議会の法によって、町名が再度ペン・タウンシップと変えられ、承認された。1958年、ペン・タウンシップがペン・ヒルズ・タウンシップとなり、1976年、ペン・ヒルズはホームルール自治体となった。最初に人口が数えられたのは1860年のことであり、1,821人が住んでいた。この人口は1870年に2,685人、1880年に3,291人と成長した。地元の高校はペン・ヒルズ高校であり、そのマスコットはインディアンである。

## 地理
ペン・ヒルズは北緯40度28分34秒 西経79度50分0秒 / 北緯40.47611度 西経79.83333度 (40.476218, -79.833302)に位置している。
アメリカ合衆国国勢調査局に拠れば、領域全面積は19.3平方マイル (50 km2)であり、このうち陸地19.0平方マイル (49 km2)、水域は0.3平方マイル (0.78 km2)で水域率は1.40%である。
ペン・ヒルズの郵便番号は15147と15235である。市外局番は412と878の中にある。

## ペン・ヒルズ内の地区
ペン・ヒルズ内の地区には、ブラックリッジ、チャーチルバレー、クレセントヒルズ、イーストモント、イーストビュー、レイクトンハイツ、リンカーンパーク、ミルタウン、ナディーン、ニューフィールド、ノースベッセマー、ペンリッジ、ポイントブリーズ、ローズデール、サンディクリーク、シャノンハイツ、ユニバーサル、ベイルモントハイツ、ベローナヒルトップがある。

## 水路
- プラム・クリーク[4]
- サンディ・クリーク

## 周辺の町
- ベローナ・ボロ（北）
- オークモント・ボロ（北）
- プラム・ボロ（東）
- モンロービル・ボロ（南東）
- ウィルキンス・タウンシップ（南）
- チャーチル・ボロ（南）
- ウィルキンスバーグ・ボロ（南）
- ピッツバーグ市: イーストヒルズ（南）、ホームウッド（南）、リンカーン・レミントン・ベルマー（西）

アレゲニー川がペン・ヒルズの北西の境となり、その対岸はオハラ・タウンシップとブラウノックス・ボロである。

## 人口動態
以下は2010年国勢調査による人口統計データである。
| 基礎データ - 人口: 42,329 人 - 世帯数: 19,490 世帯 - 人口密度: 949.7人/km2（2,268.2 人/mi2） - 住居数: 20,355 軒 - 住居密度: 413.0軒/km2（1,069.8 軒/mi2） 人種別人口構成 - 白人: 60.03% - アフリカン・アメリカン: 37.03% - アジア人: 0.98% - 太平洋諸島系: 0.01% - その他の人種: 0.55% - ヒスパニック・ラテン系: 1.41% 年齢別人口構成 - 18歳未満: 21.7% - 18-24歳: 6.3% - 25-44歳: 27.0% - 45-64歳: 25.3% - 65歳以上: 19.7% - 年齢の中央値: 42歳 - 性比（女性100人あたり男性の人口） - 総人口: 88.6 - 18歳以上: 84.0 | 世帯と家族（対世帯数） - 18歳未満の子供がいる: 26.3% - 結婚・同居している夫婦: 51.1% - 未婚・離婚・死別女性が世帯主: 13.5% - 非家族世帯: 31.9% - 単身世帯: 28.2% - 65歳以上の老人1人暮らし: 13.2% - 平均構成人数 - 世帯: 2.38人 - 家族: 2.91人 収入と家計 - 収入の中央値 - 世帯: 39,960米ドル - 家族: 46,971米ドル - 性別 - 男性: 36,143米ドル - 女性: 27,331米ドル - 人口1人あたり収入: 20,161米ドル - 貧困線以下 - 対人口: 7.5% - 対家族数: 5.6% - 18歳未満: 10.8% - 65歳以上: 6.2% |

## 教育
ペン・ヒルズの公共教育はペン・ヒルズ教育学区が管轄しており、ペン・ヒルズ小学校、リントン中学校、ペン・ヒルズ高校が含まれている。

## 交通
州間高速道路376号線がペン・ヒルズの最南部を通り、ピッツバーグの東側郊外部の町を繋いでいる。
ペンシルベニア州道791号線、通称ローダイ道路が、交通量の多いフランクスタウン道路（719号線の北端）と州間高速道路376号線とをその南端で繋いでいる。多くのレストラン、ファストフード店、店舗、ガソリンスタンド、ホテルなどがローダイ道路沿いにあり、州間高速道路376号線を使うトラック運転手や旅人がペン・ヒルズの出口を出てガソリン補給や、宿泊に利用している。
空路ではピッツバーグ国際空港がアレゲニー郡の西部にあり、最もよく使われている。しかし、ウェストミフリン・ボロにあるアレゲニー郡空港も使われている。
アレゲニー郡港湾局が運行するバス路線で、ピッツバーグ中心街に行くことができ、またペン・ヒルズの町内でも幾つかの路線がある。

### 主要道路
- 州間高速道路376号線 /  アメリカ国道22号線  ペン・リンカーン・パークウェイ（ペン・ヒルズには出口81番がある）
- ペンシルベニア州道791号線 ローダイ道路
- ペンシルベニア州道380号線 フランクスタウン、ソルツバーグ道路
- ペンシルベニア州道130号線} コールホロー、サンディクリーク、ビューラー道路
- イェローベルト ハルトン、フランクスタウン、ローダイ道路を通る
- グリーンベルト ロビンソン大通り、ベローナ道と、サンディクリーク道路と呼ばれる

## タウンシップ政府
ペン・ヒルズはホームルール自治体であり、立法委員会・マネジャーの政府形態を採っている。立法委員会の委員は5人であり、互選により首長と副首長を選んでいる。マネジャーは立法委員会が指名、雇用し、政府の日々の管理を行う。
ペン・ヒルズ行政ビルはフランクスタウン道路12245にある。ここにはペン・ヒルズ警察署、ペン・ヒルズ救急医療部を含めあらゆる行政部門が入っている。公衆安全部門の全てはアレゲニー郡の緊急呼び出しに対応する。

### 著名な出身者
- ジョージ・カール、NBAバスケットボール選手（サンアントニオ・スパーズ）、コーチ（シアトル・スーパーソニックス他）